# Giải Video âm nhạc của MTV năm 2009
Giải Video âm nhạc của MTV năm 2009 (tiếng Anh: MTV Video Music Awards 2009), hay đơn giản là 2009 MTV VMAs, là lễ trao giải video lần thứ 26 của kênh truyền hình MTV được diễn ra vào ngày 13/9/2009 tại Radio City Music Hall, New York. Video của năm là video "Single Ladies (Put a Ring on It)" của Beyoncé.

## Danh sách đề cử và người chiến thắng
- Lưu ý: Người thắng giải được in đậm

### Video của năm
- Beyoncé - Single Ladies (Put a Ring On It)
- Britney Spears - Womanizer
- Eminem - We Made You
- Kanye West - Love Lockdown
- Lady Gaga - Poker Face

### Video của nữ nghệ sĩ xuất sắc nhất
- Beyoncé - Single Ladies (Put a Ring On It)
- Katy Perry - 'Hot N Cold
- Kelly Clarkson - My Life Would Suck Without You
- Lady Gaga - Poker Face
- P!nk - So What
- Taylor Swift - You Belong With Me

### Video của nam nghệ sĩ xuất sắc nhất
- Eminem - We Made You
- Jay-Z - D.O.A. (Death of Auto-Tune)
- Kanye West - Love Lockdown
- Ne-Yo - Miss Independent
- T.I. feat. Rihanna - Live Your Life

### Nghệ sĩ mới xuất sắc nhất
- 3OH!3 - Don't Trust Me
- Asher Roth - I Love College
- Drake - Best I Ever Had
- Kid Cudi - Day N' Nite
- Lady Gaga - Poker Face

### Video Hip-Hop xuất sắc nhất
- Asher Roth - I Love College
- Eminem - We Made You
- Flo Rida - Right Round
- Jay-Z - D.O.A. (Death of Auto-Tune)
- Kanye West - Love Lockdown

### Video Pop xuất sắc nhất
- Beyoncé - Single Ladies (Put a Ring On It)
- Britney Spears - Womanizer
- Cobra Starship feat. Leighton Meester -Good Girls Go Bad
- Lady Gaga - Poker Face
- Wisin y Yandel - Abusadora

### Video Rock xuất sắc nhất
- Coldplay - Viva La Vida
- Fall Out Boy - I Don't Care
- Green Day - 21 Guns
- Kings of Leon - Use Somebody
- Paramore - Decode

### Video đột phá
- Anjulie - Boom
- Bat for Lashes - Daniel
- Chairlift - Evident Utensil
- Cold War Kids - I've Seen Enough
- Death Cab for Cute - Grapevine Fires
- Gnarls Barkley - Who's Gonna Save My Soul
- Major Lazer - Hold the Line
- Matt and Kim - Lessons Learned
- Passion Pit - The Reeling
- Yeah Yeah Yeahs - Heads Will Roll

### Video xuất sắc nhất
- Beastie Boys - Sabotage
- Bjork - Human Behavior
- David Lee Roth - California Girls
- Dr. Dre - Nuthin' But a G Thang
- Foo Fighters - Everlong
- George Michael - Freedom
- OK Go - Here It Goes Again
- Radiohead - Karma Police
- Tom Petty and the Heartbreakers - Into the Great Wide Open
- U2 - Where the Streets Have No Name

### Chỉ đạo nghệ thuật xuất sắc nhất
- Beyoncé - Single Ladies (Put a Ring On It)
- Britney Spears - Circus
- Coldplay - Viva La Vida
- Gnarls Barkley - Who's Gonna Save My Soul
- Lady Gaga - Paparazzi

### Vũ đạo xuất sắc nhất
- A.R. Rahm & Pussycat Dolls feat. Nicole Scherzinger - Jai Ho (You Are My Destiny)
- Beyoncé - Single Ladies (Put a Ring On It)
- Britney Spears - Circus
- Ciara feat. Justin Timberlake - Love Sex Magic
- Kristinia DeBarge - Goodbye

### Quay phim xuất sắc nhất
- Beyoncé - Single Ladies (Put a Ring On It)
- Britney Spears - Circus
- Coldplay - Viva La Vida
- Green Day - 21 Guns
- Lady Gaga - Paparazzi

### Nhà sản xuất xuất sắc nhất
- Beyoncé - Single Ladies (Put a Ring On It)
- Britney Spears - Circus
- Cobra Starship feat. Leighton Meester - Good Girls Go Bad
- Green Day - 21 Guns

### Hiệu ứng xuất sắc nhất
- Beyoncé - Single Ladies (Put A Ring On It)
- Eminem - We Made You
- Gnarls Barkley - Who's Gonna Save My Soul
- Kanye West f/ Mr. Hudson - Paranoid
- Lady Gaga - Paparazzi

## Trình diễn nhạc
- Janet Jackson, em gái của "Ông hoàng nhạc Pop" Michael Jackson, với các vũ công của This Is It – Tưởng niệm Michael Jackson bằng các ca khúc "Thriller", "Bad", "Smooth Criminal" và "Scream"[1]
- Katy Perry và Joe Perry – "We Will Rock You"
- Taylor Swift – "You Belong with Me"[2]
- Lady Gaga – "Poker Face" intro/"Paparazzi"
- Green Day – "East Jesus Nowhere"
- Beyoncé – "Sweet Dreams" intro/"Single Ladies (Put a Ring on It)"
- Muse – "Uprising"
- Pink – "Sober"
- Jay-Z & Alicia Keys – "Empire State of Mind"

## Sự cố Kanye West–Taylor Swift

Kanye West lấy micro của Taylor Swift tại 2009 MTV VMAs.

Video âm nhạc của "Single Ladies (Put a Ring on It)" được đề cử chín hạng mục ở MTV VMAs năm 2009 và đã thắng ba hạng mục "Video của năm", "Vũ đạo xuất sắc nhất" và "Chỉnh sửa xuất sắc nhất". Trong số chín hạng mục thì có một hạng mục là "Video nữ xuất sắc nhất" đã bị video "You Belong with Me" của Taylor Swift giành giải. Tuy nhiên, khi Taylor đang phát biểu khi lên nhận giải thì cô bị Kanye West lấy micro và nói "Này, Taylor, tôi thực sự vui cho cô, tôi sẽ để cô nói xong, nhưng Beyoncé có một trong những video tuyệt nhất mọi thời đại! Một trong những video tuyệt nhất mọi thời đại!" để chỉ "Single Ladies" của Beyoncé. Khi khán giả trực tiếp la ó, West trao lại micro cho Swift, nhún vai và bước ra khỏi sân khấu.
Taylor bị một phen ngỡ ngàng và tất cả các máy quay đều chĩa vào Beyoncé khi cô đang rất sốc. Sau cánh gà, Swift đã quá quẵn trí tới nỗi khóc bật lên. Mặc dù Kanye West đã nhận lỗi song anh vẫn một mực khẳng định người thắng giải phải là Beyoncé. Sau đó, khi Knowles lên nhận giải "Video của năm", Beyoncé đã bày tỏ niềm vui "Thật là một thời khắc tuyệt vời" và sau đó, cô đã mời Taylor Swift lên tiếp tục phần phát biểu của mình đã bị Kanye West cướp mất. Trong giờ nghỉ giải lao của buổi lễ, ca sĩ Pink bước qua West với cái lắc đầu kinh tởm. Trên nhật ký mạng (blog) của mình, Kanye đã nói lời xin lỗi nhưng sau đó lời xin lỗi đã "biến mất."
Hành động của Beyoncé đã được ca ngợi rất nhiều, còn hành động của Kanye West thì bị chỉ trích rất nặng. Các đồng nghiệp nhạc pop, như Pink, Adam Lambert, Kelly Clarkson, Katy Perry... bày tỏ sự không đồng ý với Kanye và chia buồn với Taylor. Đến nỗi, ngay cả tổng thống Barack Obama gọi anh là "thằng ngốc" ("jackass").
Hai ngày sau khi xảy ra vụ việc, ngày 15 tháng 11 năm 2009, Taylor Swift bàn luận về việc này trên chương trình The View. Khi được hỏi về việc cô đã nghĩ gì trong khoảnh khắc đó, Taylor đã nói:
| “ | Diễn biến suy nghĩ trong đầu tôi lúc đó đại loại thế này: 'Wow! Không thể tin được mình đã thắng. Điều này thật tuyệt. Đừng ngã nào. Mình sẽ cảm ơn các fan của mình. Ồ, Kanye West. Tóc đẹp đấy. Nhưng anh đang làm gì ở đây vậy? Và rồi Ối! […] Chắc mình sẽ không cảm ơn các fan nữa. […] Bạn biết đấy, không thể nói rằng tôi đã không bị kích động vì việc đó. Nhưng năm phút sau tôi phải biểu diễn trực tiếp trên sân khấu nên tôi đã phải tự trấn tĩnh mình để có thể biểu diễn tốt. | ” |

Sau chương trình đó, Kanye West đã gặp riêng Taylor Swift để xin lỗi, và cô đã chấp nhận.